# Paractenopsyllus petiti
Paractenopsyllus petiti är en loppart som beskrevs av Klein 1965. Paractenopsyllus petiti ingår i släktet Paractenopsyllus och familjen smågnagarloppor. Inga underarter finns listade i Catalogue of Life.